# 格里安泰
格里安泰（義大利語：Griante）是意大利科莫省的一个市镇。总面积6平方公里，人口651人，人口密度108.5人/平方公里（2009年）。ISTAT代码为013113。